# Whoopie pie
La whoopie pie, conosciuta nelle aree occidentali della Pennsylvania con il nome gob, è un dolce statunitense composto da due metà rotonde di torta al cioccolato e un ripieno di crema di marshmallow. Tali caratteristiche rendono il dolce un ibrido fra un biscotto, un sandwich e una torta.

## Storia
Sebbene le sue origini siano rivendicate da diversi stati degli USA, fra cui il Maine e la Pennsylvania, la whoopie pie ha le sue radici nella cultura Amish e nella contea di Lancaster e veniva preparate usando gli impasti di torta avanzati. Secondo una tradizione Amish, il nome del panino proviene dall'esclamazione "whoopie!" che facevano i bambini appena vedevano delle whoopie pie nel loro sacchetto del pranzo. Le prime whoopie pie furono vendute presso la Labadie’s Bakery attiva dal 1925 a Lewiston, nel Maine. Nel 1927 (secondo altre fonti nel 1931), la Berwick Cake Company di Roxbury, nel Massachusetts iniziò a preparare il panino dolce. Negli anni trenta la Durkee Mower Company, nota per la sua crema Marshmallow Fluff, pubblicò un libro di cucina (Yummy Book) che indaga sulle origini della whoopie pie. Lo stesso libro contiene la descrizione per preparare il dolce usando la sua crema Marshmallow Fluff. La whoopie pie è divenuta uno dei dolci tipici del Maine assieme alla torta ai mirtilli e della Pennsylvania. Dal 2009, la città di Dover-Foxcroft, nella contea di Piscataquis, nel Maine, ospita il Maine Whoopie Pie Festival.